# Henry Jones Sr.
Il professor Henry Walton Jones Sr. è un personaggio immaginario del franchise di Indiana Jones.
È il padre scozzese di Indiana Jones ed è professore di studi medievali all'Università di Princeton. Oltre ai suoi insegnamenti accademici, Jones Sr. è autore di molti libri e relatore professionista della sua materia storica in molte conferenze in tutto il mondo. La sua relazione con suo figlio è nota come indifferente a causa dei conflitti sui loro approcci alle loro situazioni, nonostante la passione che condividono per la storia e l'archeologia. Per gran parte della sua vita, ha dedicato le sue ricerche al leggendario Santo Graal delle leggende cristiane.
Il personaggio è stato interpretato da Sean Connery nel film Indiana Jones e l'ultima crociata (1989). Alex Hyde-White ha avuto un cameo interpretando Henry nel prologo del film (nonostante il suo viso non si veda e Connery ne presti la voce). Lloyd Owen interpretò il professore nella serie televisiva Le avventure del giovane Indiana Jones. Oltre alle apparizioni nei media live-action, il personaggio è apparso in romanzi e fumetti di Indiana Jones.

## Biografia del personaggio
Nato in Scozia il 12 dicembre 1873, è il padre del rinomato archeologo Indiana Jones e un professore di letteratura medievale (laureatosi presso l'Università di Oxford il 5 giugno 1899) che, secondo suo figlio, è "Il professore che ci si augura di non avere mai".
Uomo pacato, conservatore, eccentrico e determinato, Jones Sr. è stato da sempre affascinato dalla ricerca del Santo Graal, ed ha registrato tutti gli indizi trovati sulla ipotetica dimora del calice di Gesù nel suo "libretto del Graal". È apparentemente un cristiano (benché non sia mai stato specificato). Quel che è certo è che non tollera che suo figlio pronunci il nome di Gesù invano; in un'occasione, infatti, lo ha schiaffeggiato aggiungendo: "Questo è per la tua bestemmia".

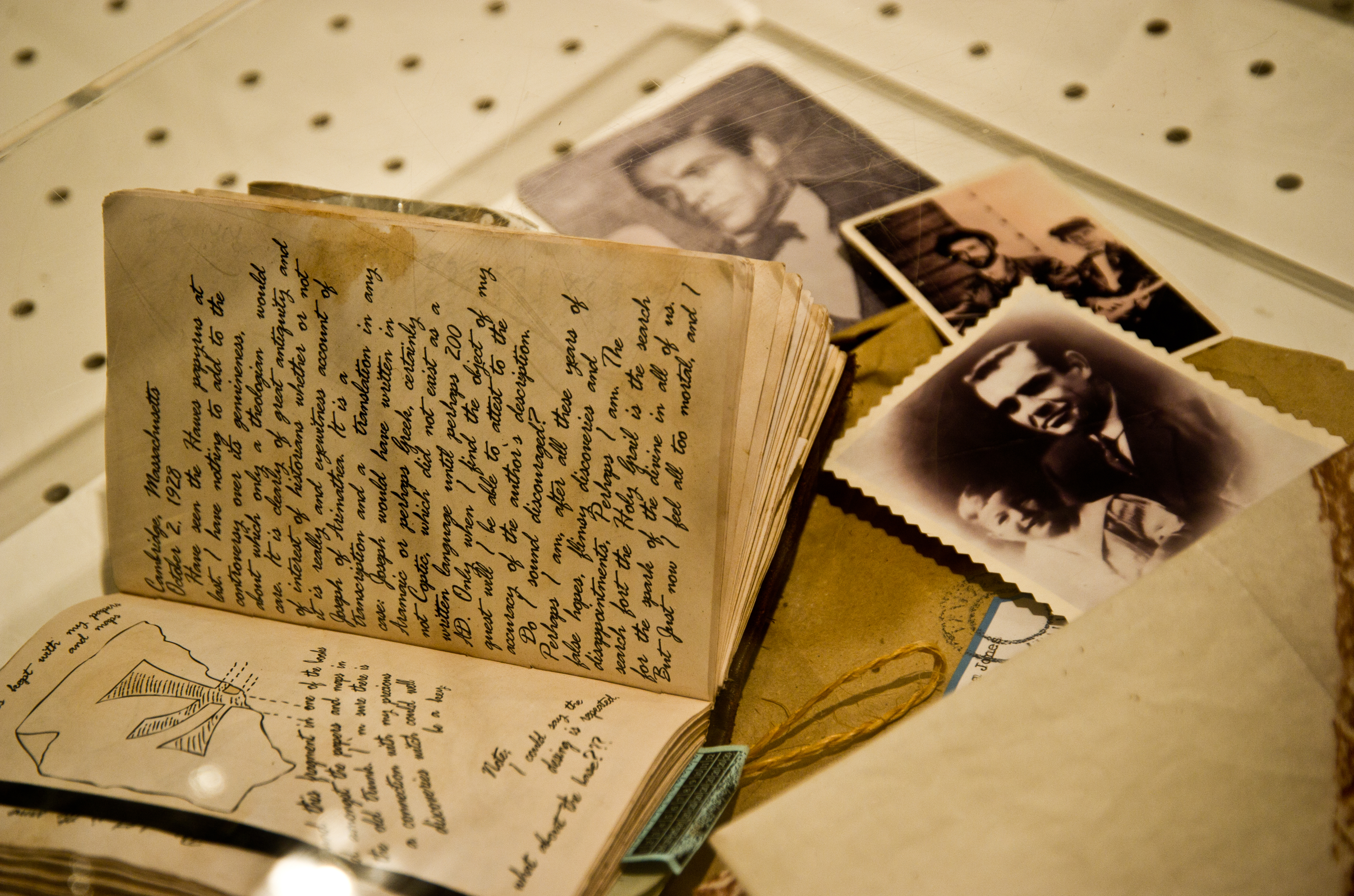
Replica del libretto del Graal scritto dal personaggio nel film.

Apparentemente trovando difficile la genitorialità, Henry Sr. si è legato principalmente a suo figlio attraverso il loro reciproco fascino per la storia. Dopo la morte della moglie Anna di scarlattina, il divario tra padre e figlio crebbe a tal punto che si parlavano raramente. Henry afferma che questo era un modo per insegnare a suo figlio l'autosufficienza, mentre Indiana sentiva che suo padre semplicemente si preoccupava più delle sue attività intellettuali, dicendo: "L'unica cosa che mi hai insegnato è che io per te ero meno importante di popoli morti 500 anni prima in un altro paese." Henry credeva di essere un genitore migliore per aver lasciato Indiana libero dalle responsabilità, cosa che invece ha lasciato un'impressione negativa in Indiana che si sentiva trascurato e poco amato. Nonostante il disgusto di Indiana, Jones Sr. si riferisce a lui con l'appellativo "Junior".
A causa del distacco di suo padre, Indy ha abbracciato l'amico di suo padre Marcus Brody come figura paterna e modello. La natura distante di suo padre potrebbe aver influenzato la stessa riluttanza di Indiana a stabilirsi e mettere su famiglia.
Per gran parte della vita di Indiana, Henry disapprova il frequente ricorso alla violenza da parte di suo figlio, considerandolo indegno di uno studioso. Quando Indy spara a un paio di nazisti, Henry esclama "Ma guarda che cosa hai fatto! Io non posso credere che tu abbia...!" Tuttavia, durante la loro fuga in moto, rimane colpito quando suo figlio sconfigge i loro inseguitori nazisti usando un'asta della bandiera come una lancia da giostra. Piuttosto che il confronto fisico, Henry preferisce espedienti più eleganti, come quando usa l'ombrello contro uno stormo di gabbiani, mandandoli nei motori di un aereo da combattimento nazista all'inseguimento. Quando Indy prende a pugni il colonnello Vogel durante la battaglia finale sul carro armato, Henry grida: "E questa la chiami archeologia?!" Ma durante il combattimento, Henry fa saltare in aria un camion pieno di nazisti con orrore di Brody, spiegando innocentemente "È guerra!"
Jones Sr. ha il terrore dei ratti, simile alla paura dei serpenti di suo figlio, e apparentemente anche di acrofobia. Ha l'abitudine di dire "Tutto ciò è intollerabile!" in circostanze particolarmente difficili.
Dopo lo scontro con il colonnello Vogel, Indy sembra morire cadendo in un dirupo e Henry è inorridito quando pensa che suo figlio sia morto, ed è molto sollevato quando lo rivede vivo e vegeto. Al culmine del film, Walter Donovan ferisce Henry sparandogli allo stomaco, ma Indiana (grazie agli appunti scritti nel libretto del padre) supera le trappole mortali e trova il Graal in tempo per curare la ferita del genitore. Henry restituisce il favore salvando Indiana dal crepaccio, implorando il figlio di lasciar andare il Graal, persino chiamandolo con il soprannome "Indiana" per la prima volta e sottintendendo di preferire Indiana che il calice.
Ne Le avventure del giovane Indiana Jones, in seguito alla pubblicazione, nel 1909, di un libro di successo sulla Cavalleria medievale, Jones è invitato a conferenza presso scuole ed università di tutto il mondo. Ha portato sua moglie e suo figlio a lungo con sé assumendo Helen Seymour (interpretata da Margaret Tyzack) come tutor del figlio.
In Indiana Jones e l'ultima crociata, ambientato nel 1938, Walter Donovan ritrova una tavoletta che contiene nuovi indizi sul luogo dove si trova il Graal e ingaggia Jones Sr. per guidare una spedizione al fine di ritrovarlo. Durante questa spedizione egli scopre che la sua collega (Elsa Schneider, la quale ha una breve storia con Indy) sta lavorando con i Nazisti. Jones Sr. invia per posta il suo diario del Graal, contenente vitali indizi, al figlio per tenerlo al sicuro in quanto (mentre lavorava in una biblioteca veneziana per scoprire dove si situava la cripta dei cavalieri del Santo Graal) è stato catturato dagli ufficiali nazisti e internato nel castello di Brunwald al confine Austriaco.
Suo figlio Indiana andrà a Venezia, indagando sulla sua scomparsa finché dopo aver scoperto la cripta, sarà coinvolto in un inseguimento con la setta della Santa Croce, che alla fine rivelerà dove si trova il padre. Raggiunto e liberato dal castello da suo figlio scopre inoltre che anche Donovan lavora per i Nazisti. Jones Sr. convince Indiana che il Graal non dev'essere preso dai nazisti e che devono andare a Berlino a riprendere il libretto del Graal e completare la ricerca. Nel corso dell'avventura padre e figlio iniziano a risolvere i problemi che li hanno allontanati per tanti anni. Donovan spara ad Henry nel climax del film ma Indiana trova il Graal in tempo e lo usa per curargli le ferite.Henry salva il figlio Indiana da un precipizio (creatosi quando Elsa ha attraversato il sigillo del Graal cadendo quando ha provato ad afferrare il Graal), implorandolo di lasciare il Graal al suo posto che era caduto in un buco nel crepaccio, oggetto che Henry Jones ha cercato per tutta la vita, rinunciandogli perché ha scoperto di voler bene a suo figlio molto più di quanto pensasse.
In Indiana Jones e il regno del teschio di cristallo, ambientato nel 1957, si accenna che Jones Sr. è deceduto nel 1951 seguito da Marcus qualche anno più tardi, con grande rimpianto di Indiana. Una fotografia incorniciata si vede sulla scrivania di Indy ad un certo punto nel film. (Indy inoltre dice "Tutto ciò è intollerabile!", esclamazione tipica del padre Henry Jones, a Mutt e "Da qualche parte lassù tuo nonno se la starà spassando". Verso la fine del film Indy chiama Mutt con "Junior".)

## Concezione e sviluppo
Steven Spielberg scelse di introdurre il padre di Indiana nel terzo film e trovò che il Santo Graal fosse un ottimo espediente narrativo. Sean Connery fu un'ovvia scelta per interpretare il ruolo in quanto James Bond è stata fonte di ispirazione per Indiana. George Lucas ed Harrison Ford ne furono sorpresi. Ford spiegò che Connery (nato nel 1930) era più vecchio di lui di soli dodici anni. Connery ha migliorato il personaggio concepito inizialmente come topo di biblioteca. Si è inoltre inventato la frase "È una che parla nel sonno" durante le riprese.
Per prepararsi al ruolo in Le avventure del giovane Indiana Jones, Lloyd Owen ha guardato numerosi film di Connery e studiato il suo accento. Owen condivide con il personaggio l'amore per la storia medievale avendo studiato Il racconto del Cavaliere di Geoffrey Chaucer. Owen considera il personaggio "un buon padre. Credo che sia ovvio come Indy abbia viaggiato. Lo dice anche nei film che non è il tipo di padre che dice 'Mangia il cibo, va a letto, lavati i denti!' , non è quel tipo di persona. È davvero un genitore liberale dei primi anni del novecento."
Connery ha rifiutato un cameo in Indiana Jones e il regno del teschio di cristallo (2008) in quanto si stava divertendo troppo in pensione. In una dichiarazione ha fornito un ultimo consiglio a Junior: "Tieni le scogliere basse, i mostri in CGI e la frusta chiusa in mano per usarla con il coordinatore degli stunt". George Lucas a posteriori ha detto che è stata una cosa buona che Connery non sia apparso nel film in quanto il pubblico avrebbe disapprovato il fatto che poi non avrebbe preso parte all'avventura del film. Ford scherzando disse, "Sono abbastanza vecchio per interpretare il mio stesso padre."

## Accoglienza

### Riconoscimenti
Sean Connery ricevette una nomination ai Golden Globe per la sua performance.